# Inga steinbachii
Inga steinbachii är en ärtväxtart som beskrevs av Hermann August Theodor Harms. Inga steinbachii ingår i släktet Inga och familjen ärtväxter. Inga underarter finns listade i Catalogue of Life.